# Skybus Airlines
Skybus Airlines war eine US-amerikanische Billigfluggesellschaft mit Sitz in Columbus (Ohio), die ausschließlich im Inland operierte. Sie hatte sich zum Ziel gesetzt, die preisgünstigsten Flugpassagen der USA anzubieten. Am 4. April 2008 musste Skybus nach Aloha Airlines und ATA Airlines als dritte US-Fluggesellschaft innerhalb einer Woche den Flugbetrieb einstellen, da die schlechte amerikanische Wirtschaftslage und der hohe Kerosinpreis Skybus nicht länger am Leben halten konnte.

## Geschichte
Skybus Airlines wurde 2006 im US-amerikanischen Columbus gegründet. Die Fluggesellschaft verfügte mit mehr als $160.000.000 Startkapital von verschiedenen Investoren und Anlegern über ein relativ hohes Startkapital. Die Betriebsaufnahme erfolgte am 22. Mai 2007 ab dem Port Columbus International Airport. Zur Betriebsaufnahme nutzte man vom Konkurrenten Virgin America geleaste Flugzeuge vom Typ Airbus A319-100. Diese Flugzeuge mit 144 Sitzen hatten gegenüber mit 156 Sitzen bestuhlten direkt von Airbus bezogenen Airbus A319 einen deutlich großzügigeren Sitzabstand. Die ersten selbst bestellten Flugzeuge folgten kurz darauf. Jedoch war Skybus Airlines eine sehr kurzlebige Fluggesellschaft, bereits am 4. April 2008 musste Skybus nach Aloha Airlines und ATA Airlines als dritte US-Fluggesellschaft innerhalb einer Woche den Flugbetrieb einstellen, da die schlechte amerikanische Wirtschaftslage und der hohe Kerosinpreis Skybus nicht länger am Leben halten konnte. Nach dem Ende der Skybus Airlines wurden die von Virgin America geleasten Flugzeuge an den Eigentümer zurückgegeben sowie die noch bei Airbus zur Auslieferung anstehenden Airbus A319 storniert.

## Ziele
Am 24. April 2007 gab Skybus Airlines anfänglich acht Flugziele bekannt, welche alle vom Drehkreuz in Columbus aus angeflogen wurden. Zuletzt bediente Skybus 12 Ziele in den USA. Dabei wurden häufig kleinere Flughäfen angeflogen, um Landegebühren zu sparen.

## Preise
Die Preise für die Tickets begannen bei 10 US$ für jeweils 10 Plätze pro Flug (ohne Steuern) und stiegen mit der Anzahl der verkauften Tickets. Um Kosten zu sparen, wurde auf jeglichen Komfort verzichtet. Essen, Getränke und Artikel wie Kissen oder Decken mussten gekauft werden und der Sitzabstand im Vergleich zu anderen amerikanischen Fluggesellschaften fiel deutlich geringer aus. Für aufgegebenes Gepäck (unter 50 Pfund) fiel pro Stück eine Gebühr von 5 US$ an, für Gepäckstücke zwischen 50 und 75 Pfund erhöhte sich die Gebühr auf 25 US$. Bei Skybus bestand freie Platzwahl, es konnte jedoch ähnlich wie bei dem europäischen Pendant Ryanair für 10 US$ ein Einsteigen in das Flugzeug vor den regulären Passagieren erkauft werden. Die Airlines wollte sich wie Ryanair als Ultra-Billigfluggesellschaft positionieren und lag mit ihren Preisen meist 25 Prozent unter denen von Hauptkonkurrent Southwest Airlines.

## Flotte
(Stand: März 2008)
- 012 Airbus A319-100

Bestellungen
- 65 Airbus A319-100

Die ersten geleasten A319 kamen von Virgin America und waren mit 144 gegenüber zu 156 Sitzplätzen nicht so eng bestuhlt wie die direkt von Airbus bestellten Maschinen.